# La Méditerranéenne

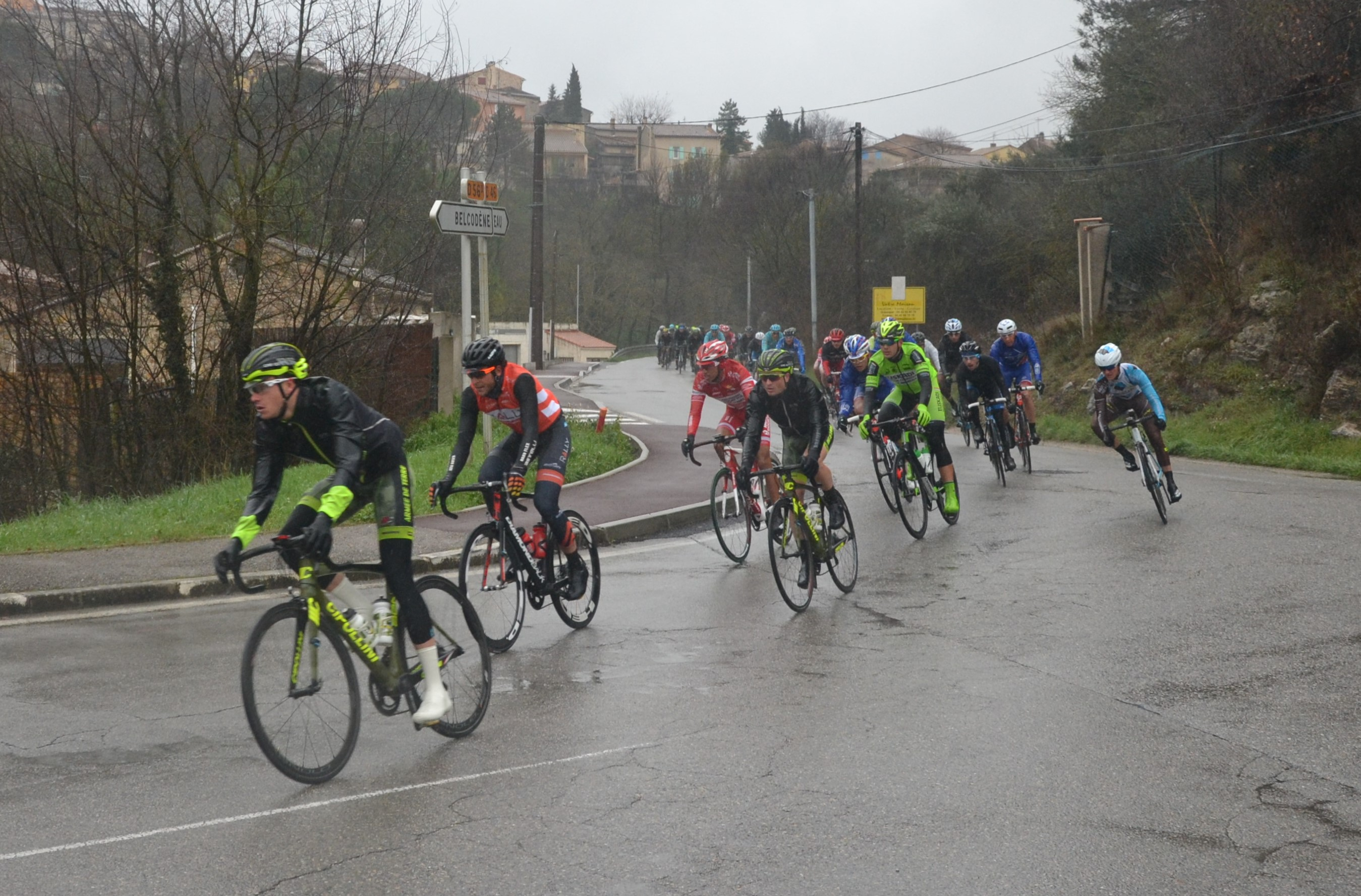
Imatge de la cursa.

La Méditerranéenne és una competició ciclista francesa per etapes que es disputa a mitjan febrer. La primera edició es disputà el 2016, en substitució de l'antic Tour del Mediterrani.
Forma part de l'UCI Europa Tour, amb categoria 2.1.

## Palmarès
| Any  | Vencedor     | Segon             | Tercer        |
| ---- | ------------ | ----------------- | ------------- |
| 2016 | Andrí Hrivko | Mathieu Ladagnous | Jan Bakelants |